# Lagupie
Lagupie é uma comuna francesa na região administrativa da Nova Aquitânia, no departamento de Lot-et-Garonne. Estende-se por uma área de 8,69 km². Em 2010 a comuna tinha 722 habitantes (densidade: 83,1 hab./km²).